# Syzygium cameronum
Syzygium cameronum är en myrtenväxtart som beskrevs av Ian Mark Turner. Syzygium cameronum ingår i släktet Syzygium och familjen myrtenväxter. IUCN kategoriserar arten globalt som sårbar. Inga underarter finns listade i Catalogue of Life.